# Loulou Gasté

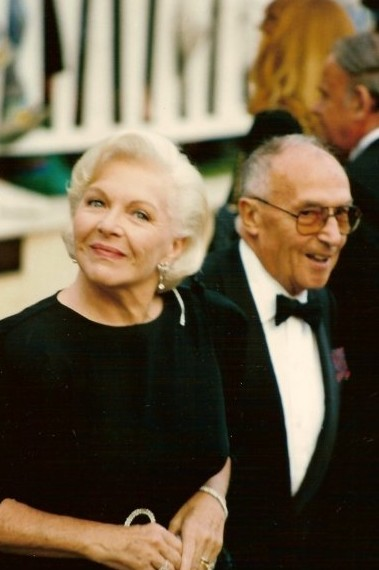
Loulou Gasté mit Ehefrau Line Renaud 1990 auf den Filmfestspielen in Cannes

Loulou Gasté (* 18. März 1908 in Paris; † 8. Januar 1995 in Rueil-Malmaison, Département Hauts-de-Seine; vollständiger Name Louis Felix Pierre Marie Gasté) war ein französischer Jazzgitarrist und Komponist. Gasté komponierte in über 50 Jahren nahezu 1200 Lieder; einige davon avancierten zu internationalen Bestsellern. 

## Leben und Wirken
Mit 21 Jahren schloss sich Gasté 1929 als Musiker Ray Ventura und dessen Orchester an. Während dieser Zeit als Orchestermusiker komponierte und arrangierte er für Ventura einige Stücke. Als Gitarrist arbeitete er in dieser Zeit unter anderem mit Philippe Brun, Django Reinhardt („St. Louis Blues“, 1937), Raymond Legrand, Noël Chiboust, Alex Renard und Michel Warlop. 1945 machte Gasté die Bekanntschaft der Sängerin Line Renaud und heiratete sie fünf Jahre später. 
Im Herbst 1956 komponierte Gasté das Chanson „Pour toi“ zu einem Text von Albert Simoni. Mit großem Erfolg sang dieses Lied Dario Moreno 1956 im Film Le Feux aux Poudre. 1974 sang der Brasilianer Morris Albert eine englische Version davon, die er zunächst als seine eigene Komposition ausgab: „Feelings“ erreichte die Top 5 in den USA und Großbritannien. Später sangen Ella Fitzgerald, Frank Sinatra, Sarah Vaughan und Mike Brant mit Erfolg jeweils eigene Versionen. Mike Brant spielte neben der englischen Version („Feelings“) auch eine französische Version ein. Da Gasté in diesem Lied sein Chanson „Pour toi“ wiedererkannte, klagte er. In der abschließenden Verhandlung am 22. Dezember 1988 bekam er Recht und es wurden ihm nahezu 90 % der fälligen Tantiemen zugesprochen. Roberto Blanco nahm 1997 eine deutsche Version unter dem Titel „Frei sein“ auf.
Loulou Gasté starb zehn Wochen vor seinem 87. Geburtstag am 8. Januar 1995 in Rueil-Malmaison und fand dort auch seine letzte Ruhestätte.
Zur Erinnerung an ihn nahm Biréli Lagrène 2023 das Musikalbum Biréli Lagrène Plays Loulou Gasté mit zwölf seiner Lieder auf.

## Werke (Auswahl)
- Avec son Ukulele (Jacques Pills)
- Le chant du Gardian (Tino Rossi)
- Quand un Cowboy (Georges Guétary)
- Le porte bonheur (Jacques Hélian)
- Le rythme Américain (Lily Fayol)
- Un oiseau chante (Gisèle Pascal)
- Luna Park (Yves Montand)
- Nous deux (Line Renaud)